# Periscyphis brunneus
Periscyphis brunneus är en kräftdjursart som beskrevs av Gustav Budde-Lund1912. Periscyphis brunneus ingår i släktet Periscyphis och familjen Eubelidae. Inga underarter finns listade i Catalogue of Life.